# مالبیس (آلاباما)
مالبیس (به انگلیسی: Malbis) یک منطقهٔ مسکونی در ایالات متحده آمریکا است که در شهرستان بالدوین، آلاباما واقع شده‌است. مالبیس ۶۰ متر بالاتر از سطح دریا واقع شده‌است.